# NGC 2400
NGC 2400 je trostruka zvijezda u zviježđu Malom psu. 

## Vanjske poveznice
- SEDS: NGC 2400